# Martyschiella
Martyschiella es un género de foraminífero bentónico considerado un sinónimo posterior de Thalmannammina de la subfamilia Recurvoidinae, de la familia Ammosphaeroidinidae, de la superfamilia Recurvoidoidea, del suborden Lituolina y del orden Lituolida. Su especie tipo era Martyschiella albensis. Su rango cronoestratigráfico abarcaba el Albiense (Cretácico inferior).

## Discusión
Clasificaciones previas incluían Martyschiella en la familia Haplophragmoididae y superfamilia Lituoloidea, así como en el suborden Textulariina del orden Textulariida, o en el orden Lituolida sin diferenciar el suborden Lituolina.

## Clasificación
Martyschiella incluía a la siguiente especie:
- Martyschiella albensis †